# Eugenijus Gentvilas
Eugenijus Gentvilas (* 14. března 1960, Želvaičiai, Litevská SSR) je litevský politik a veřejný činitel. Je signatářem Zákona o obnovení nezávislosti Litvy, vyhlášeného Nejvyšším sovětem Litevské Republiky. V roce 2001 byl zastupujícím premiérem Litvy, v letech 2004–2009 členem Europarlamentu, v letech 1997–2001 starostou Klaipėdy. 

## Životopis
V roce 1978 ukončil střední školu v Baisogale (okres Radviliškis), potom studoval na Přírodovědecké fakultě Vilniuské univerzity obor zeměpis. V roce 1993 obhájil dizertaci doktora věd. V letech 1983–1990 byl vědeckým pracovníkem litevské Akademie věd, v letech 1993–1996 působil na Klaipėdské univerzitě.
V letech 1990–1992 byl členem Nejvyššího sovětu Litvy (pozdějšího Seimu), který 11. března 1990 vyhlásil nezávislost na SSSR a byla tak obnovena Litevská republika. Gentvilas byl jedním ze signatářů Zákona o obnovení nezávislosti Litvy. Byl také členem představenstva Seimu.
V letech 1997–2001 byl starostou Klaipėdy, v roce 2001 se stal ministrem hospodářství a posléze i zastupujícím litevským premiérem (za Rolanda Pakse, který byl zvolen prezidentem a tedy nemohl vykonávat funkci premiéra). V letech 2004–2009 byl Gentvilas členem Europarlamentu. V roce 2009 se stal ředitelem klaipėdského přístavu.
Od roku 1995 je členem Rotary klubu.